# Kasper Irming Andersen
Kasper Irming Andersen (født 12. marts 1986 i Aarhus) er en dansk tidligere håndboldspiller, der spillede det meste af karrieren i KIF Kolding København. Han har spillet flere kampe for landsholdet.
Han stoppede karrieren i 2019.
Tidligere har Kasper Irming Andersen spillet i Skanderborg Håndbold, Voel KFUM og Ikast-Brande EH, fra sommeren 2011 skiftede Irming til Kolding IF, der senere blev til KIF Kolding København.